# میریام لینوت
میریام لینوت (فرانسوی: Myriam Lignot‎؛ زادهٔ ۹ ژوئیهٔ ۱۹۷۵) شناگر شنای موزون اهل فرانسه است.
وی در مسابقات کشوری و بین‌المللی در مجموع برندهٔ ۴ مدال نقره، ۲ مدال برنز شده‌است.